# Data Protection Act 1998
Der DPA 1998 ist ein Gesetz, das die Verarbeitung personenbezogener Daten in Großbritannien regelt.

## Historischer Hintergrund, Gesetzesgeschichte
Tatsächlich kannte das Common Law zunächst keinen allumfassenden Schutz der Privatsphäre. Während es über das Medium einzelner Rechtsgebiete einen britischen Minimaldatenschutz gibt, war der DPA 1984 nicht mehr als eine Antwort auf die technischen Fortentwicklungen der 1980er Jahre. Der DPA 1984 konnte allerdings nicht mehr den Anforderungen der Richtlinie 95/46/EG (Datenschutzrichtlinie) genügen und musste deshalb durch den DPA 1998 abgelöst werden.
Das parlamentarische Verfahren fand im Verlauf des Jahres 1998 statt und endete am 16. Juli mit dem Royal Assent. Dennoch trat ein Großteil der Vorschriften erst am 1. März 2000 in Kraft.

## Die Akteure i.S.d. DPA 1998
Der DPA 1998 kennt u. a. die Figuren des data controller, des data processor und des data subject. Data subject entspricht dem deutschen Betroffenen. Der Data controller der verantwortlichen Stelle.

## Datenschutzprinzipien
Das materiell-rechtliche Kernstück des DPA 1998 sind die acht Datenschutzprinzipien (principles) und damit der wichtigste Maßstab für die Rechtmäßigkeit einer Datenverarbeitung.
Ein data controller ist grundsätzlich verpflichtet, jedes der Prinzipien zu befolgen. Ein data subject darf die Einhaltung dieser Prinzipien stets einfordern.

## Datenschutzkontrolle (ICO)
Die Umsetzung des DPA 1998 wird durch den Information Commissioner (kurz ICO), einen Datenschutzbeauftragten für Großbritannien, überwacht.